# Alicia Rio
Alicia Rio (Ciudad de México, 16 de febrero de 1971 - California, 17 de enero de 2022) fue una actriz pornográfica mexicana.
Luego de realizar más de 200 películas en corto tiempo, Rio tuvo tiempos difíciles y tuvo que dejar la industria del porno a finales de 1994. Continuó trabajando como estríper y bailarina y estuvo en una relación con una amiga suya apodada como Lacy Lee.
Contribuyó regularmente con Beverly Hills Outlook, una revista quincenal de arte y cultura en el sur de California, donde hace comentarios con películas para adultos.
Falleció en el estado de California el 17 de enero de 2022, a los 51 años de edad, si bien la noticia de su muerte no fue revelada hasta una semana después de tener lugar.

## Premios
- 1995 Premios FOXE Favorita de los Aficionados.[2]
- 1996 Premios FOXE Favorita de los Aficionados.[2]
- 2004 Paseo de la Fama de AVN.[5]
- 2005 Premio Free Speech Coalition Premio a su Carrera Profeisonal.[6]